# Zebrasoma gemmatum
Zebrasoma gemmatum е вид лъчеперка от семейство Acanthuridae.

## Разпространение
Видът е разпространен в Мавриций, Мадагаскар, Мозамбик, Реюнион, Френски южни и антарктически територии (Нормандски острови) и Южна Африка.